# Le Châtelard (Savoia)
Le Châtelard és un municipi francès situat al departament de la Savoia i a la regió d'Alvèrnia-Roine-Alps. L'any 2007 tenia 608 habitants.

## Demografia

### Població
El 2007 la població de fet de Le Châtelard era de 608 persones. Hi havia 267 famílies de les quals 101 eren unipersonals (26 homes vivint sols i 75 dones vivint soles), 68 parelles sense fills, 79 parelles amb fills i 19 famílies monoparentals amb fills.
La població ha evolucionat segons el següent gràfic:
Habitants censats

### Habitatges
El 2007 hi havia 354 habitatges, 267 eren l'habitatge principal de la família, 61 eren segones residències i 25 estaven desocupats. 222 eren cases i 118 eren apartaments. Dels 267 habitatges principals, 148 estaven ocupats pels seus propietaris, 106 estaven llogats i ocupats pels llogaters i 13 estaven cedits a títol gratuït; 15 tenien una cambra, 18 en tenien dues, 45 en tenien tres, 70 en tenien quatre i 120 en tenien cinc o més. 157 habitatges disposaven pel capbaix d'una plaça de pàrquing. A 128 habitatges hi havia un automòbil i a 102 n'hi havia dos o més.

### Piràmide de població
La piràmide de població per edats i sexe el 2009 era:
| Homes | Edats   | Dones |
| ----- | ------- | ----- |
| 0     | 95 o +  | 0     |
| 0     | 90 a 94 | 12    |
| 8     | 85 a 89 | 8     |
| 0     | 80 a 84 | 0     |
| 4     | 75 a 79 | 24    |
| 8     | 70 a 74 | 20    |
| 4     | 65 a 69 | 16    |
| 20    | 60 a 64 | 12    |
| 32    | 55 a 59 | 28    |
| 24    | 50 a 54 | 32    |
| 16    | 45 a 49 | 16    |
| 20    | 40 a 44 | 20    |
| 20    | 35 a 39 | 16    |
| 12    | 30 a 34 | 12    |
| 24    | 25 a 29 | 4     |
| 8     | 20 a 24 | 8     |
| 4     | 15 a 19 | 12    |
| 24    | 10 a 14 | 8     |
| 32    | 5 a 9   | 24    |
| 16    | 0 a 4   | 12    |

## Economia
El 2007 la població en edat de treballar era de 376 persones, 287 eren actives i 89 eren inactives. De les 287 persones actives 271 estaven ocupades (155 homes i 116 dones) i 16 estaven aturades (5 homes i 11 dones). De les 89 persones inactives 25 estaven jubilades, 21 estaven estudiant i 43 estaven classificades com a «altres inactius».

### Ingressos
El 2009 a Le Châtelard hi havia 260 unitats fiscals que integraven 583 persones, la mediana anual d'ingressos fiscals per persona era de 18.117 €.

### Activitats econòmiques
Dels 52 establiments que hi havia el 2007, 3 eren d'empreses extractives, 1 d'una empresa de fabricació d'altres productes industrials, 9 d'empreses de construcció, 7 d'empreses de comerç i reparació d'automòbils, 3 d'empreses de transport, 6 d'empreses d'hostatgeria i restauració, 5 d'empreses financeres, 1 d'una empresa immobiliària, 3 d'empreses de serveis, 9 d'entitats de l'administració pública i 5 d'empreses classificades com a «altres activitats de serveis».
Dels 22 establiments de servei als particulars que hi havia el 2009, 1 era una oficina d'administració d'Hisenda pública, 1 gendarmeria, 1 oficina de correu, 4 oficines bancàries, 1 taller de reparació d'automòbils i de material agrícola, 1 paleta, 3 guixaires pintors, 3 fusteries, 1 lampisteria, 1 perruqueria, 1 veterinari, 3 restaurants i 1 tintoreria.
Dels 4 establiments comercials que hi havia el 2009, 1 era un supermercat, 1 una fleca, 1 una llibreria i 1 una botiga de roba.
L'any 2000 a Le Châtelard hi havia 7 explotacions agrícoles.

## Equipaments sanitaris i escolars
L'únic equipament sanitari que hi havia el 2009 era una farmàcia.
El 2009 hi havia una escola elemental integrada dins d'un grup escolar amb les comunes properes formant una escola dispersa. Le Châtelard disposava d'un col·legi d'educació secundària amb 265 alumnes.

## Poblacions més properes
El següent diagrama mostra les poblacions més properes.